# Ezio Guaitamacchi
Ezio Guaitamacchi (Milano, 3 gennaio 1957) è un giornalista, scrittore, musicista e autore radiotelevisivo italiano.

## Biografia
Nel 1978 fonda il gruppo old time Country Jamboree, con cui prosegue l'attività per 10 anni.
Si laurea alla Bocconi in Economia Aziendale, nel 1983 con alcuni amici fonda il bimestrale musicale Hi, Folks!, che cessa le pubblicazioni nel 1993. Nel 1985 collabora con Renzo Arbore per il programma cult Quelli della notte, mentre nel 1987 è consulente artistico per la trasmissione televisiva DOC. Nel 1990 è autore con Enzo Gentile del programma Born in the USA. Nel 1994 ha collaborato con Marialina Marcucci, all'epoca direttrice di Videomusic; con lei ha anche fondato il mensile musicale Jam di cui è tuttora direttore responsabile.
È stato direttore della casa editrice Arcana per 5 anni e della sezione editoriale Musica di Editori Riuniti per 8 anni.
È stato direttore artistico dei festival internazionali Just Like a Woman (Tributo alle Regine della Musica) dal 2003 al 2010 e del Milano Guitar Festival.
Dal 2003, è direttore del Master in Giornalismo e Critica Musicale del Centro Professione Musica.
Ha scritto vari saggi e guide sulla storia del rock. È stato conduttore televisivo (Cowboy Mambo in onda su Odeon TV nel 1997-98 per 40 puntate) e produttore di documentari per la TV sempre in ambito musicale.
Collabora con LifeGate Radio dove conduce la trasmissione di approfondimento musicale Rockfiles e con la Radio della Svizzera Italiana.
Nel 2011 è autore e conduttore (insieme a Massimo Ghini) del programma televisivo Delitti rock ispirato al suo omonimo libro del 2010.

## Opere
- Musica I love you! (Arcana, 1996). ISBN 8879660748
- Enciclopedia rock anni 90 (Arcana, 1997). ISBN 9788879661447
- Figli dei fiori, figli di Satana. L'eredità del '69: da Charles Manson a Marilyn Manson, (collana Momenti rock, Editori Riuniti, 2000). ISBN 8835948762
- 100 dischi ideali per capire il rock (Editori Riuniti, 2003)
- Peace & love. La rivoluzione psichedelica: suoni, visioni, ricordi e intuizioni nella California degli anni sessanta. Con CD Audio (collana Momenti rock, Editori Riuniti, 2004). ISBN 8835955440
- Figli dei fiori, figli di Satana. Racconti e visioni dell'estate del 1969 (Arcana, 2009). ISBN 8862310676
- Mille canzoni che ci hanno cambiato la vita (Rizzoli, 2009). ISBN 8817033928
- Delitti rock. Da Robert Johnson a Michael Jackson: 200 indagini sulla scena del crimine (collana Arcana musica, Arcana Editrice, 2010), riedito nel 2012 ampliato con un nuovo sottotitolo Da Robert Johnson a Whitney Houston ... ISBN 8862311028
- Mille concerti che ci hanno cambiato la vita (Rizzoli, 2010). ISBN 8817042226
- Rockfiles. 500 storie che hanno fatto storia (Arcana, 2012). ISBN 8862312598
- Psycho killer. Omicidi in fa maggiore (Ultra Novel, 2013). ISBN 978-88-6583-227-1
- La storia del rock (Hoepli, 2014). ISBN 978-88-203-6353-6
- John Lennon (Hoepli, 2015). ISBN 9788820368029
- Jimi Hendrix (Hoepli, 2015). ISBN 9788820368012
- Atlante Rock – Viaggio nei luoghi della musica (Hoepli, 2016). ISBN 9788820376772
- Rock & Arte. Copertine, poster, film, fotografie, moda, oggetti, con L. Follieri e G. Crotti (Hoepli, 2018), ISBN 9788820386245

## Produzioni discografiche
- Old Time & Bluegrass in Italia (Hi Folks!, 1985)
- Harvest Moon – Stefano Tavernese (Hi Folks!, 1985)
- Acoustics in Italy (Hi Folks!, 1987)
- Dialogs – Beppe Gambetta (Hi Folks!, 1988)
- Greenpeace – New Age Music Collection (Hi Folks!, 1988)
- The Bobs (Hi Folks!, 1989)
- Les Hot Swing (Hi Folks!, 1989)
- Free Hot Lunch! (Hi Folks!, 1989)

## Discografia
- Figli dei fiori, figli di Satana (allegato al libro omonimo, 2000)
- Peace&Love (allegato al libro omonimo, 2004)
- RockFiles (Hi, Folks!, 2009)